# École supérieure de journalisme et de communication
 (avril 2025).
Si vous disposez d'ouvrages ou d'articles de référence ou si vous connaissez des sites web de qualité traitant du thème abordé ici, merci de compléter l'article en donnant les références utiles à sa vérifiabilité et en les liant à la section « Notes et références ».
 (avril 2025).
L'École supérieure de journalisme et de communication de Casablanca (ESJC) est un établissement privé d'enseignement supérieur marocain, spécialisé dans les métiers du journalisme et de la communication. Fondée en 2008 et située au 37, rue Tata à Casablanca, elle est reconnue par le ministère marocain de l'Enseignement supérieur (numéro de licence 2009/295)

## Présentation

### Histoire
- Fondation: Créée en 2008 par des professionnels des médias et de l'éducation, l'ESJC propose des formations francophones et arabophones adaptées aux besoins du marché.
- Mission: Former des journalistes et communicateurs avec une pédagogie combinant théorie et stages pratiques.

### Formation
- Programmes:
  - Licence (3 ans):
    - Filière francophone: 40 000 MAD/an[4].
    - Filière arabophone: 26 000 MAD/an[4].

  - Master (2 ans): 40 000 MAD/an (filière francophone).
  - Critères d'admission: Tests écrits et oraux (culture générale) pour tous les niveaux.

### Vie étudiante et insertion professionnelle
- Stages: Intégrés aux cursus pour une immersion en entreprise.
- Réseau alumni: Diplômés actifs dans les médias marocains et internationaux.

## Partenariats
L'ESJC collabore avec des institutions médiatiques et académiques pour renforcer la formation pratique de ses étudiants.

### Avec la MAP (2014)
En Juillet 2014, l'ESJC a signé une convention avec la Maghreb Arabe Presse (MAP), la principale agence de presse marocaine, représentée par son directeur général Khalil Hachimi Idrissi.

### Avec Le Desk (2023)
L'ESJC a établi un partenariat avec Le Desk, média marocain d'information en ligne.

### Avec La Nouvelle Tribune et le Wall Street Journal (2023)
Dans le cadre d'un partenariat avec La Nouvelle Tribune, l'ESJC propose à ses étudiants :
- Un accès gratuit à la version numérique du Wall Street Journal[7].

### Partenariats internationaux
L'école maintient des collaborations avec:
- Université de Nice Sophia-Antipolis (France)[8].
- King's College de New York (États-Unis)[9].
- Cégep de Jonquière (Canada)[10].